# Oliv'
 Oliv’, de son vrai nom Olivier Petit, est un scénariste de bandes dessinées français né le 18 janvier 1965 à Saint-Étienne. Il est le fondateur des éditions Petit à Petit.

## Biographie
Olivier Petit est le fondateur des éditions Petit à Petit en 1997.

## Albums
- Les Carnets du gueuloir t. 1 : Jos (scénario), avec Poulos (dessin), Petit à petit, 2003  (ISBN 2-914401-64-7)[1].
- Les Beatles en bandes dessinées[2], 2008, collectif (dessin et couleur), direction d'Olivier Petit, scénario de Gaët's, Petit à petit, 2008  (ISBN 978-2-84949-146-1)
- The Beatles (direction de la série, scénario pour le tome 1)

2011 : 1. De Liverpool à la Beatlemania , collectif (dessin), scénario de Olivier Petit (Oliv'), éditions Fetjaine  (ISBN 978-2-354-25281-6)
2012 : 2. De la Beatlemania à Sgt Pepper's, collectif (dessin), scénario de Gaët's, éditions Fetjaine  (ISBN 978-2-354-25363-9)
2012 : 3. De Sgt Pepper's à Let it be , collectif (dessin), scénario de Gaët's, éditions J-L Fetjaine  (ISBN 978-2-354-25385-1)
- Jos, maudits soient-ils [5] (one-shot), 2019, scénario d'Oliv', dessin de Piero Ruggeri et Filippo Neri, Petit à petit  (ISBN 979-10-95670-59-9)